# Gardes Suisses
La Guardia Suiza (en francés: Gardes Suisses), también llamada Regimiento de Guardias Suizos (en francés: Régiment des Gardes Suisses), fueron un regimiento de infantería suizo al servicio de los reyes de Francia desde 1616 a 1830 —con excepción del periodo que va de 1792 a 1815 durante el cual la unidad estuvo disuelta—.
La utilización de unidades de suizos para conformar las guardias de los soberanos se hizo familiar en las cortes europeas a partir del siglo XV. En Francia, el poder real utilizó una gran cantidad de unidades militares suizas. Destacan la Guardia Real, los Guardias suizos y los Cien suizos, pero también los guardias de las reinas regentes, de los príncipes de sangre, como la compañía de los suizos del conde de Artois, y grandes oficiales de la corona, que cuentan con ciertas unidades suizas. En cambio, los regimientos de línea suizos, incluso comandados por oficiales de la Guardia Suiza, no son unidades de guardias.

## Los Primeros Guardias Suizos
A pesar de que el regimiento de la Guardia Suiza fue fundado a principios del siglo XVII, los reyes de Francia han utilizado soldados suizos desde mucho antes. Luis XI alista suizos como instructores para el ejército francés y guardias responsables de su protección personal desde 1481. Los soldados suizos se distinguieron durante las batallas de Grandson y de Morat en 1476.

Guardia suizo durante el reinado de Francisco I

Después de la batalla de Marignano, en 1515, el 29 de noviembre en Friburgo, Francia firma con la Confederación de los XIII Cantones, un tratado de paz perpetuo que será respetado hasta la caída de la monarquía francesa en 1792 y la invasión de Suiza por parte de tropas francesas. En lo sucesivo, los Suizos ponen sus mercenarios al servicio del rey de Francia, por el Tratado de Ginebra, el 7 de noviembre de 1515. Esto se completa con el Tratado de Alianza de 1521 entre Francia y los Cantones. Los suizos se comprometieron a proporcionar entre 6.000 y 16.000 soldados al rey y Suiza recibe el amparo de un país vecino poderoso. Son aliados y auxiliares permanentes, pero los Cantones siguen siendo los verdaderos soberanos de estas tropas y se reservan el derecho de devolución. Estos cuerpos armados tienen total independencia, con sus propias reglas, jueces y estandartes. Los órdenes son dadas en su lengua, en alemán, por oficiales suizos y los soldados siguen reglados por las leyes de sus cantones: en resumen, el regimiento es su país, y todas estas disposiciones serán confirmadas por todos los acuerdos posteriores. La mayoría de los efectivos proviene de la ciudad de Friburgo que ha firmado un contrato de exclusividad con Francisco I.
En abril de 1544, Wilhelm Frölich de Soleura, comandante de los cien suizos, gana la batalla de Cerisoles. 
En 1567, los suizos protegen al rey Carlos IX de una tentativa de rapto de parte del príncipe de Condé. En ese mismo año, la reina Catalina de Médicis obtiene de los cantones 6.000 hombres que toman el nombre de guardias suizas del rey.
En 1571, el futuro rey Enrique III de Francia y su hermano, el duque de Alençon, poseen arqueros y alabarderos suizos a sus libreas. Cuando Enrique III llega al trono garantiza a su hermano un pequeño ejército, que cuenta de 50 suizos.

## La Creación de la Guardia Suiza
Solo ciento treinta y cinco años después de la creación de los Cien suizos en 1616, el rey Luis XIII le dio a un regimiento de infantería suizo el nombre de guardias suizos. No es oficialmente un cuerpo de la casa militar del rey de Francia, pero asume todas las funciones. La función principal del Regimiento de Guardias Suizos es proteger el palacio, proteger a la persona del rey día y noche, acompañándolo a donde quiera que vaya. Además, son depositarios de los sellos del rey y guardianes de las joyas de la corona de Francia. Forman el segundo cuerpo permanente extranjero al servicio del rey. 
Originalmente, los guardias suizos se alojan en casas de familia. El regimiento está compuesto por doce compañías de doscientos hombres cada una. En realidad, es un cuerpo de élite de regimientos suizos al servicio del Rey de Francia. Gaspard Gallati de Glaris, fue el primer coronel del regimiento de 1616 a 1619.
Durante el siglo XVII la guardia suiza mantuvo una reputación de disciplina y una regularidad del servicio en tiempo de paz y de guerra.

## El Apogeo Luis XIV (1643-1715)

Guardia suiza 1730.

El estanque de los suizos es un estanque, que forma parte del parque del palacio de Versalles, ampliado, entre 1679 y 1683, por los guardias suizos al servicio del rey Luis XIV.
Luis XIV transforma la casa militar del rey de Francia en un cuerpo de élite. El número de tropas de la casa del rey aumenta significativamente durante el reinado del Rey Sol, incluida la creación de nuevas unidades. 
El final del reinado de Luis XIV y de sus sucesores fueron seguidos de críticas contra la casa militar del rey de Francia. El rol de policía jugada por ciertos cuerpos, como las guardias francesas en Port Royal en 1709, o de los mosqueteros, no es ajeno de esto. El declive de su importancia militar, es visible en la batalla de Dettingen y la batalla de Fontenoy, lo cual es otra causa de crítica. La calma política del periodo, exenta de todo alzamiento armado de importancia, no hace necesario el mantenimiento de una guardia personal numerosa. Finalmente el coste de estas numerosas unidades, algunas de las cuales solo tienen un papel ceremonial, es muy alto en un período donde la deuda del reino es considerable.

## ElsigloXVIII
En el siglo XVIII, la guardia suiza forman una brigada con el regimiento de guardias franceses, con los cuales comparten la guardia exterior. Al igual que los once regimientos de infantería de línea suizos al servicio de Francia, los guardias suizos visten uniformes rojos. La guardia suiza se distingue por las solapas azul oscuro y los bordados blancos. Solo la compañía de granaderos usó sombreros de piel de oso, mientras que el resto usaba tricornios, el tocado de la infantería francesa.
El regimiento de la guardia suiza estaba compuesto de 1.600 hombres. En tiempos de paz fueron acuartelados en tres barracas en los suburbios de París: Rueil, Courbevoie y Saint-Denis. El regimiento está organizado en doce compañías, de las cuales los distintos capitanes son a menudo oficiales generales o maestros de campo de regimientos suizos.
En 1763, se añadió una compañía de granaderos al regimiento. Hasta entonces, fue la compañía de los Cien Suizos quien tomaba ese lugar en guerra.
En 1760, 12.888 suizos se distribuyeron en once regimientos suizos contrastando con los 2.324 en el regimiento de guardias.

## De la Revolución a la Restauración (1789-1830)

La toma de las Tullerías el 10 de agosto de 1792.

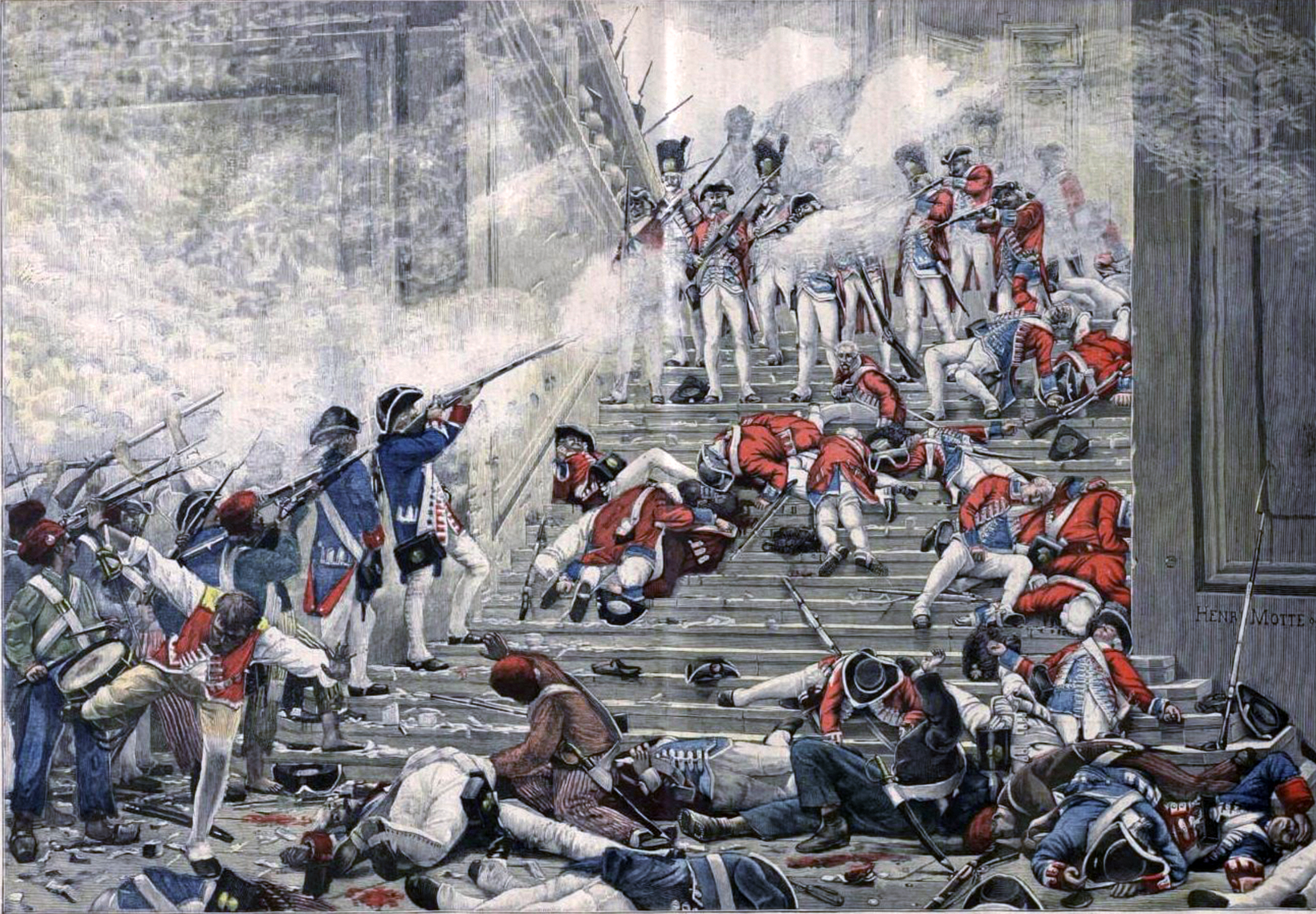
Enfrentamiento entre los suizos y los insurgentes.

Durante la revolución, las guardias francesas se pusieron del lado del pueblo y participaron en los eventos revolucionarios de 1789. Poco después son reformados en la Guardia nacional de París. La casa militar del rey de Francia fue suprimida en 1791, con excepción de la guardia suiza.
El episodio más famoso en la historia de la Guardia Suiza es su defensa del Palacio de las Tullerías, en el centro de París, durante la jornada del 10 de agosto de 1792. La defensa del palacio real a cargo de unos 800 guardias suizos, a los que se habían sumado más de mil guardias nacionales leales a la Asamblea Legislativa, incluido el batallón de Filles-Saint-Thomas y algunos cientos de voluntarios provenientes de la antigua Guardia Real. Las guardias defienden un palacio vacío, ya que el rey se había marchado antes de la batalla para refugiarse cerca de la Asamblea legislativa.
El cuerpo principal del regimiento se retiró a través del palacio y a través de los jardines, a la parte trasera del edificio. En aquel momento, cerca de la fuente central, los guardias abrumados en número se dividen en pequeños grupos. Los que permanecen en el palacio son perseguidos y asesinados, así como cierto número de sirvientes y cortesanos. De los 800 a 900 guardias suizos presentes en las Tullerías, cerca de 300 mueren en la acción o en el intento de rendirse a los atacantes, después de recibir la orden de Luis XVI de cesar el fuego y deponer las armas. Aproximadamente 60, hechos prisioneros del ayuntamiento, son masacrados allí. Otros mueren en prisión debido a sus heridas o serán asesinados durante las Masacres de septiembre.
Algunos de los guardias asesinados durante la captura del palacio serán enterrados en la capilla expiatoria erigida a París bajo la Restauración. El major Karl Josef von Bachmann, el único oficial superior de la Guardia Suiza presente en las Tullerias durante la masacre y el único oficial suizo juzgado, es condenado a muerte y luego guillotinado en la Place du Carrousel el 3 de septiembre de 1792, con su uniforme rojo. Dos oficiales suizos sobreviven y eventualmente logran convertirse en oficiales superiores de los ejércitos napoleónicos . 

Guardia suiza durante la restauración.

Entre las guardias supervivientes, 350 pasan por los ejércitos republicanos, muchos de los cuales se unen a los Vendeanos; 389 recibieron en 1817 de la dieta una medalla conmemorativa oficial titulada Treue und Ehre (« fidelidad y honor »).
El 1.º, 2.º, 3.º y 4.º regimientos suizos fueron creados en 1805 y 1806 y utilizados por Napoleón, tanto en España y Rusia. El coronel general de los suizos era en ese momento Louis-Alexandre Berthier, príncipe de Wagram y de Neuchâtel, vicecondestable del Imperio, y posteriormente por Jean Lannes, duque de Montebello.
Bajo la Restauración, los Borbones reconstituyeron las tropas suizas. Dos de los ocho regimientos de infantería incluidos en la Guardia Real desde 1815 hasta 1830 son suizos y pueden considerarse sucesores de los antiguos guardias suizos. El coronel general de los suizos es Enrique, duque de Burdeos, nieto del rey Carlos X.
Cuando el Palacio de las Tullerías es invadido nuevamente, durante las tres gloriosas jornadas, los regimientos suizos, por temor a otra masacre, no fueron utilizados. Sus unidades se eliminaron permanentemente el 11 de agosto de 1830.
En 1832 , los veteranos de los regimientos suizos disueltos formaron otro regimiento, la legión de Hohenlohe de la Legión extranjera, para el servicio en Argelia.

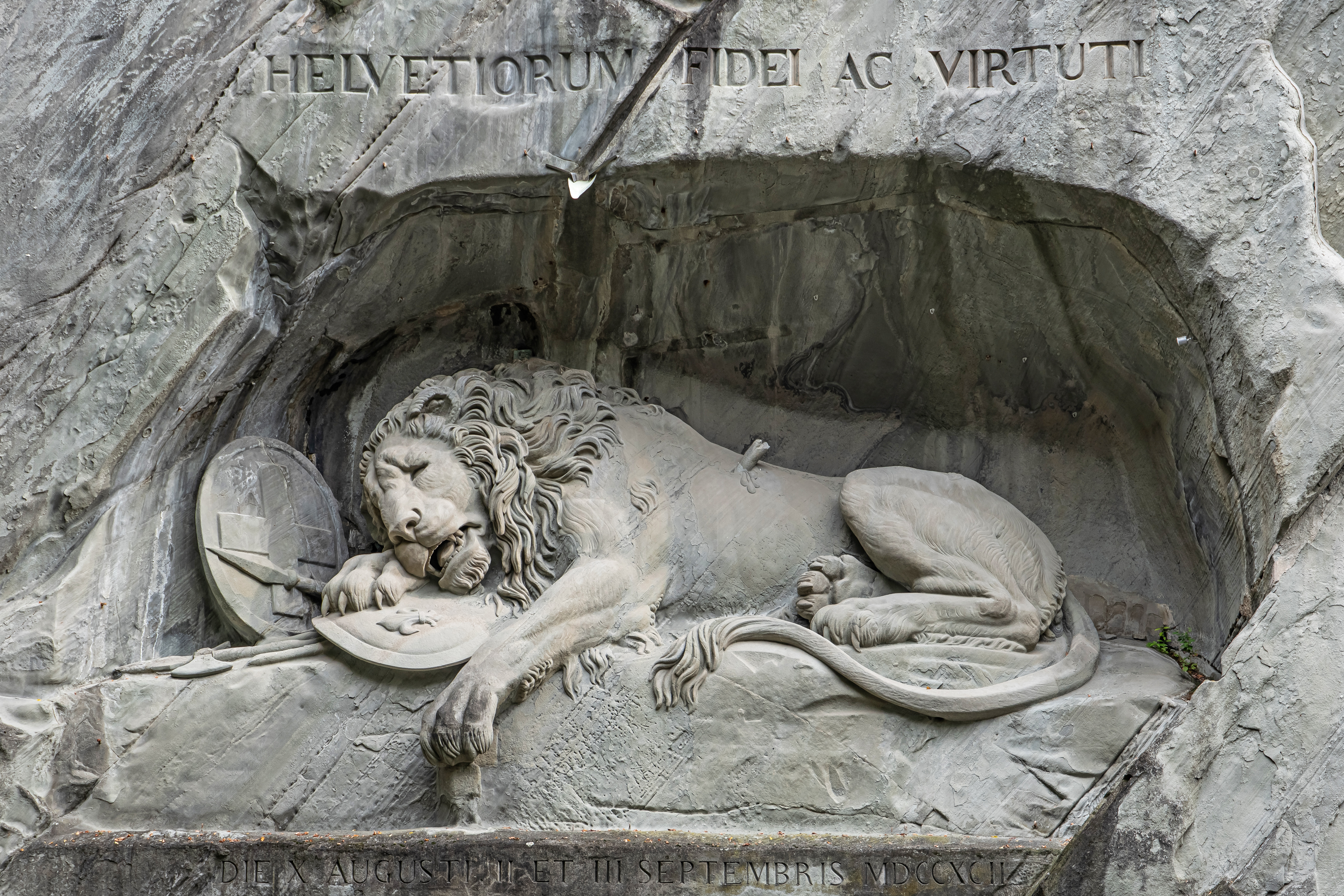
Monumento al león de Lucerna, conmemora a los guardias suizos que fueron masacrados en 1792.

## Imágenes

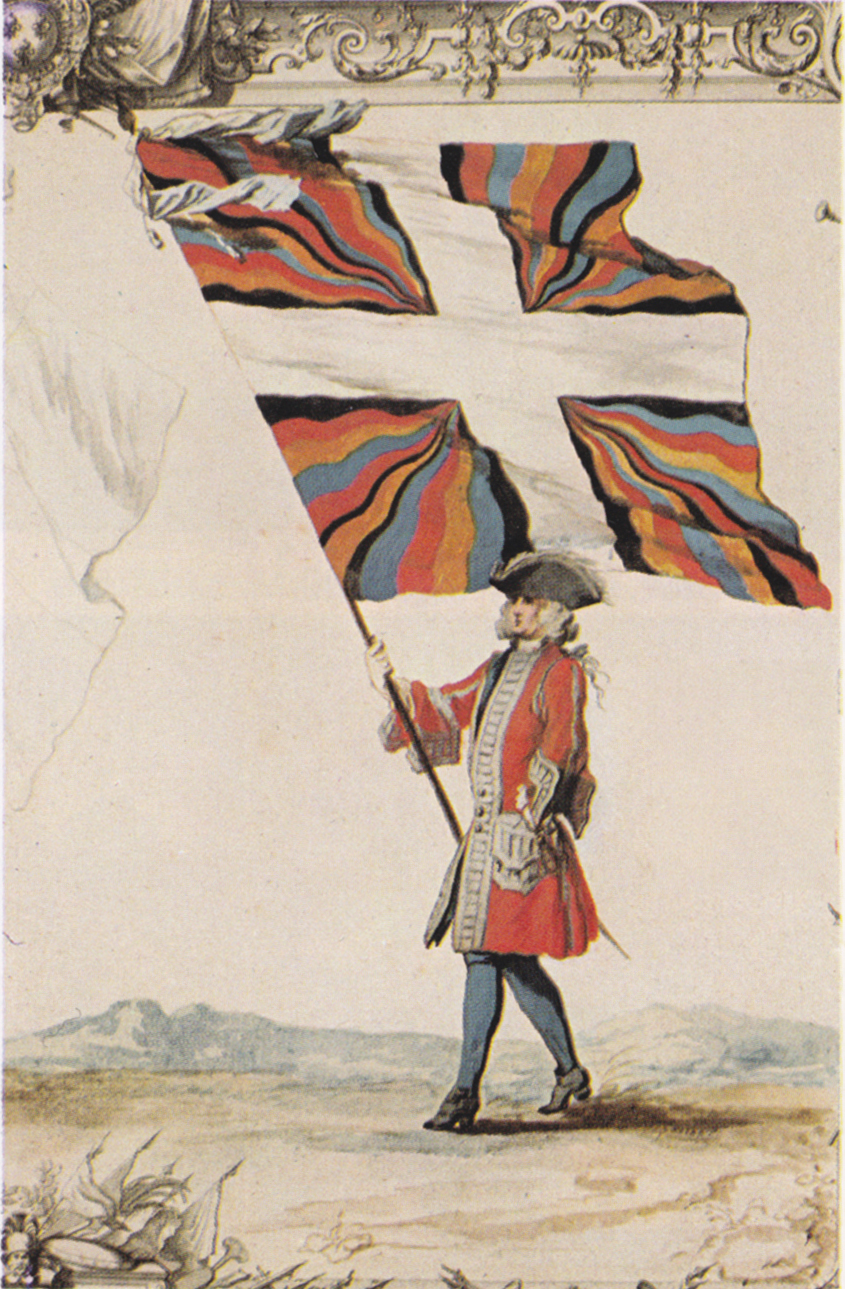
Portaestandarte, 1721.
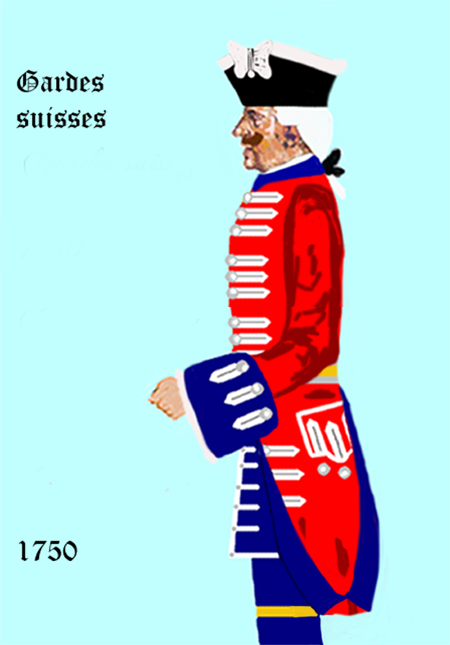
Uniforme, 1750.
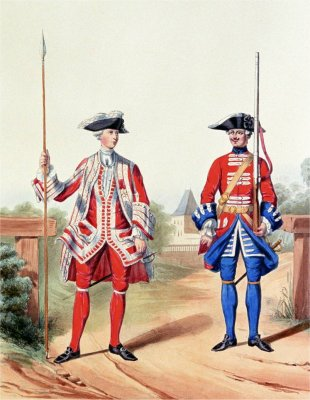
Oficial y soldado, 1757.
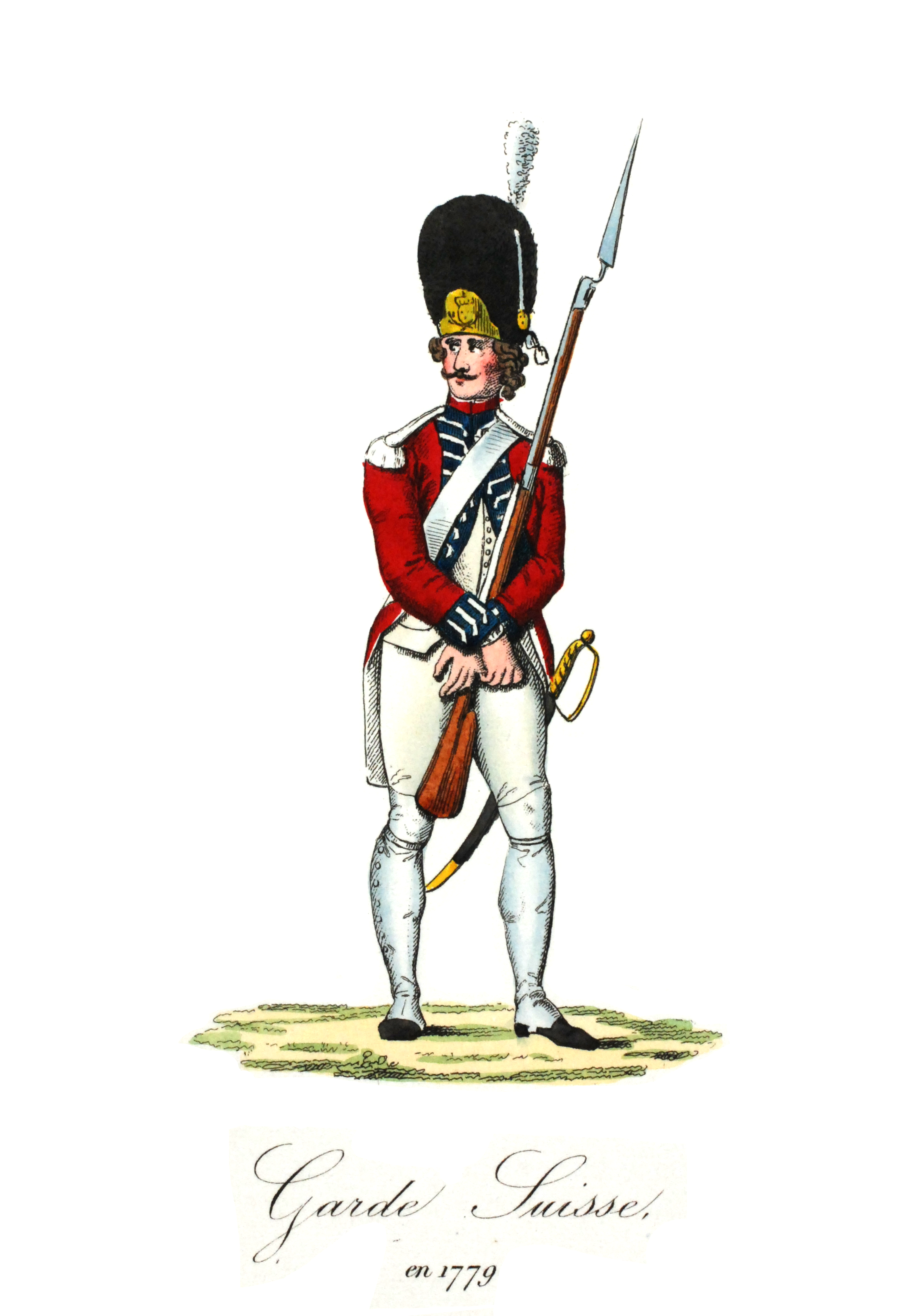
Granadero de la guardia suiza, 1779.